# Крсте Црвенковски
Крсте Црвенковски Стево (Прилеп, 16. јул 1921 — Скопље, 21. јул 2001) био је учесник Народноослободилачке борбе, друштвено-политички радник СФР Југославије и СР Македоније, јунак социјалистичког рада и народни херој Југославије. Од јула 1963. до марта 1969. године обављао је функцију председника Централнога комитета Савеза комуниста Македоније.

## Биографија
Крсте Црвенковски рођен је 16. јула 1921. године у Прилепу, у занатлијској породици. Основну школу и осам разреда гимназије завршио је у родном граду. Још у првим разредима гимназије, када је због укидања ове школе у Прилепу паузирао, радио је у дуванском монополу, где је контактирао са истомишљеницима, читао марксистичку литературу и формирао свој политички став.
Године 1935. примљен је у чланство Савеза комунистичке омладине Југославије. Након тога развија комунистичку делатност у гимназији, формира читалачке групе, а 1939. године и партијску ћелију. Као њен секретар, примљен је за члана Месног комитета, али је дошла директива да као ученик осмог разреда гимназије не може да буде члан Месног комитета.
После завршене гимназије, 1939. године уписује се на Филозофски факултет у Скопљу и тамо ради у партијској техници. Крсте је у октобру послао један кофер илегалног материјала за Месни комитет у Прилепу, али је курир на путу био ухваћен. Он је одао Крста, који је од тада до окупације Југославије био у илегалности. Одмах после окупације укључује се у припремање партијске организације за оружану борбу и 11. октобра 1941. године учествује у нападу на град.
У октобру 1941. године постаје политички комесар Прилепског партизанског одреда. На првом партизанском митингу у Македонији, 1941. године у селу Царевић, одржао је говор у коме је објаснио платформу Народноослободилачке борбе. Кад је одред расформиран, извесно време је био илегалац у Скопљу, а затим члан, па секретар Окружнога комитета Комунистичке партије Југославије за западну Македонију.
У септембру 1942. године пао је у руке италијанске полиције, која није успела да сазна основне информације о њему. Био је одведен у затвор у Тирани. Из затвора је побегао са још двадесет и два политичка затвореника кроз прокопан подземни тунел и у априлу 1943. године прикључио се једном албанском партизанском одреду. Касније је прешао на гостиварски терен и постао секретар Првог обласног комитета Комунистичке партије Македоније.
У децембру 1943. године руководио је Првим конгресом Народноослободилачког омладинског савеза Македоније у Фуштанима, у својству члана Покрајинскога комитета СКОЈ-а. Од новембра 1944. године је секретар Покрајинскога комитета СКОЈ-а. Учествовао је у Богомилском походу у фебруару 1944. године. Неколико месеци био је заменик политичког комесара Прве македонске бригаде.
После ослобођења земље заузимао је низ одговорних политичких и државних функција:
- члан и потпредседник Владе НР Македоније
- члан Савезног извршног већа
- савезни секретар за просвету и културу
- посланик Савезне скупштине и Собрања Македоније
- члан Савета федерације
- потпредседник Председништва СФР Југославије од 1971. до 1974. године

Биран је за кандидата за члана Централнога комитета КП Југославије на Петом конгресу, а на Шестом, Седмом, Осмом и Деветом конгресу за члана Централнога комитета СК Југославије, односно за члана Председништва СК Југославије.
За члана Централног комитета КП Македоније биран је на Првом конгресу КПМ. Био је члан Бироа Централног комитета СК Македоније и организациони секретар ЦК СК Македоније од јула 1963. до марта 1969. године. На Осмом конгресу СК Југославије изабран је у Извршни комитет Централног комитета СК Југославије, а на Деветом конгресу изабран је за члана Председништва Савеза комуниста Југославије и за члана Извршног бироа СК Југославије (1959-1971).
Почетком седамдесетих истакао се као либерал и водећи македонски реформски комунист, али је од 1974. искључен из политичког живота и јавности, све до 1989. године. Заједно са Славком Милосавлевским основао је Социјалдемократску партију Македоније.
Умро је 21. јула 2001. године у Скопљу.
Носилац је Партизанске споменице 1941. и других југословенских одликовања. Орденом народног хероја одликован је 27. новембра 1953, а Орденом јунака социјалистичког рада 22. јула 1969. године.

## Стваралаштво
Крсте Црвенковски је био и публициста. Објавио је следећа дела:
- „Проблеми реформе универзитета“ (1959)
- „Сојузот на комунистите на Македонија и демократизацијата на општеството“ (1971)
- „Во одбрана на македонската кауза“ (1989)
- „Подводни гребени на политиката: разговори со Крсте Црвенковски“ (1993)
- „Нашиот поглед за времето на Колишевски“ (заједно са Славком Милосавлевским) (1996)
- „На браникот на македонската самобитност: материјали од политичките разговори за македонското прашање“ (1999)
- „Заробена вистина“ (2003)